# Wohnhaus Am Wall 173
Das Wohnhaus Am Wall 173 befindet sich in Bremen, Stadtteil Mitte, Ortsteil Altstadt, Am Wall 173. Es entstand 1843.

Das Gebäude steht seit 1987 unter Bremer Denkmalschutz.

## Geschichte
Die Bremer Wallanlagen auf den Bremer Befestigungsanlagen entstanden von 1802 bis 1811. Zwischen Wallanlage und Altstadt entstand die Straße Am Wall. Eine erste Bauordnung für die Bebauung an dieser Straße stammte von 1804. Auf der Altstadtseite entstanden nun eine lange Reihe von 234  Bürgerhäusern. Die damalige traufenständige Bebauung mit Walmdach und die hell verputzte Fassaden waren hier typisch.
Das dreigeschossige, dreiachsige, verputzte Wohn- und Geschäftshaus mit nunmehr einem Satteldach wurde 1843 in der Epoche des Klassizismus gebaut. Es ist das letzte erhaltene Wohnhaus aus der ersten Bebauungsphase der Straße nach der Beseitigung der Stadtmauer. Interessant ist der Wechsel der Fensterformate mit rundem und geradem Abschluss. 1906 erfolgte ein größerer Umbau des Hauses nach Plänen von Maurermeister Johann Ludwig Bartels für den Tischlermeister Andreas Gürtel.
Heute (2018) wird das Haus für einen Laden und durch Büros genutzt. Das Haus befindet sich in dem Bereich des  Glasdachs, einer gläserne Überdachung des Bürgersteiges. Im August 2018 eröffnete Am Wall 172–173 ein neuer Kindergarten, die Walljunioren.